# Dysmachus hiulcus
Dysmachus hiulcus là một loài ruồi trong họ Asilidae. Dysmachus hiulcus được Pandellé miêu tả năm 1905. Loài này phân bố ở vùng Cổ Bắc giới.